# Davallia sessilifolia
Davallia sessilifolia là một loài dương xỉ trong họ Davalliaceae. Loài này được Blume mô tả khoa học đầu tiên năm 1828.